# Copidognathus mesomorphus
Copidognathus mesomorphus is een mijtensoort uit de familie van de Halacaridae. De wetenschappelijke naam van de soort is voor het eerst geldig gepubliceerd in 1959 door André.